# Yusuke Maruhashi
Yusuke Maruhashi (født 2. september 1990) er en japansk fodboldspiller, som spiller for den japanske fodboldklub Cerezo Osaka.